# لماذا أعيش (فلم)
لماذا أعيش هو فيلم مصري عرض عام 1961، بطولة شكري سرحان وسعاد حسني ومحسن سرحان وزوزو نبيل، من تأليف عبد الغني قمر ومن إخراج إبراهيم عمارة.

## قصة الفيلم
مصطفى شاب من أصل طيب، يتولى رعاية أسرته الفقيرة ويحب جارته ويقاوم إغراء زعيم عصابة من البلطجية تعمل في التخليص بالجمرك لكن العصابة تتمكن من ضم جار له يحب أخته وسبق أن تقدم لخطبتها، لذا فإن مصطفى يطلب من الشاب أن يبتعد عن العصابة كي يزوجه أخته، يحاول الشاب معرفة اسم رئيس العصابة التي ترسله من مهمة إلى أخرى وتعرض حياته للخطر، تقع زوجة رئيس العصابة في حب الشاب، لذا يطلب الرجل منه أن يقتل الزوجة كي يتشفى فيه، يرفض الشاب الأمر ويقوم بإبلاغ الشرطة ويتم القبض على زعيم العصابة الذي لم يكن سوى شخص يتظاهر بأنه أبله.

## طاقم التمثيل
- شكري سرحان: (صلاح درويش)
- سعاد حسني: (نبيلة)
- محسن سرحان: (مصطفى)
- زوزو نبيل: (أمينه والدة صلاح)
- كمال صلاح الدين: (جميل)
- نجوى فؤاد: (الراقصة ابتسام)
- عبد الغني قمر: (عصفور - الأبله)
- عدلي كاسب: (من رجال مصطفى)
- محمد حمدي: (ثابت)
- شفيق نور الدين: (عم درويش)
- أحمد شوقي: (الضابط)
- كامل أنور: (عم حنفي)
- محسن حسنين: (من رجال العصابة)
- زهير صبري
- سيد العربي
- علي المعاون: (من رجال العصابة)
- صالح الإسكندراني
- كمال الزيني
- أحمد أبو عبية
- كوثر رمزي
- عواطف يسري
- رشدي مرسي
- وهبة إبراهيم
- محمد سليمان: (الحاج عبد الجليل)
- عباس رحمي
- حسين إسماعيل
- عبد المنعم إسماعيل
- عبد الحميد بدوي: (إسماعيل جاد الله)
- حسني شريف: (مطرب)

## فريق العمل
- إخراج: إبراهيم عمارة
- تأليف: عبد الغني قمر
- مدير التصوير: محمود فهمي
- مونتاج: مصطفى مختار
- موسيقى تصويرية: فؤاد الظاهري
- إنتاج: أفلام كمال صلاح الدين
- توزيع: أفلام إدوار خياط

## روابط خارجية
- لماذا أعيش على موقع قاعدة بيانات الأفلام العربية